# Benjamin Gerritszoon Cuyp

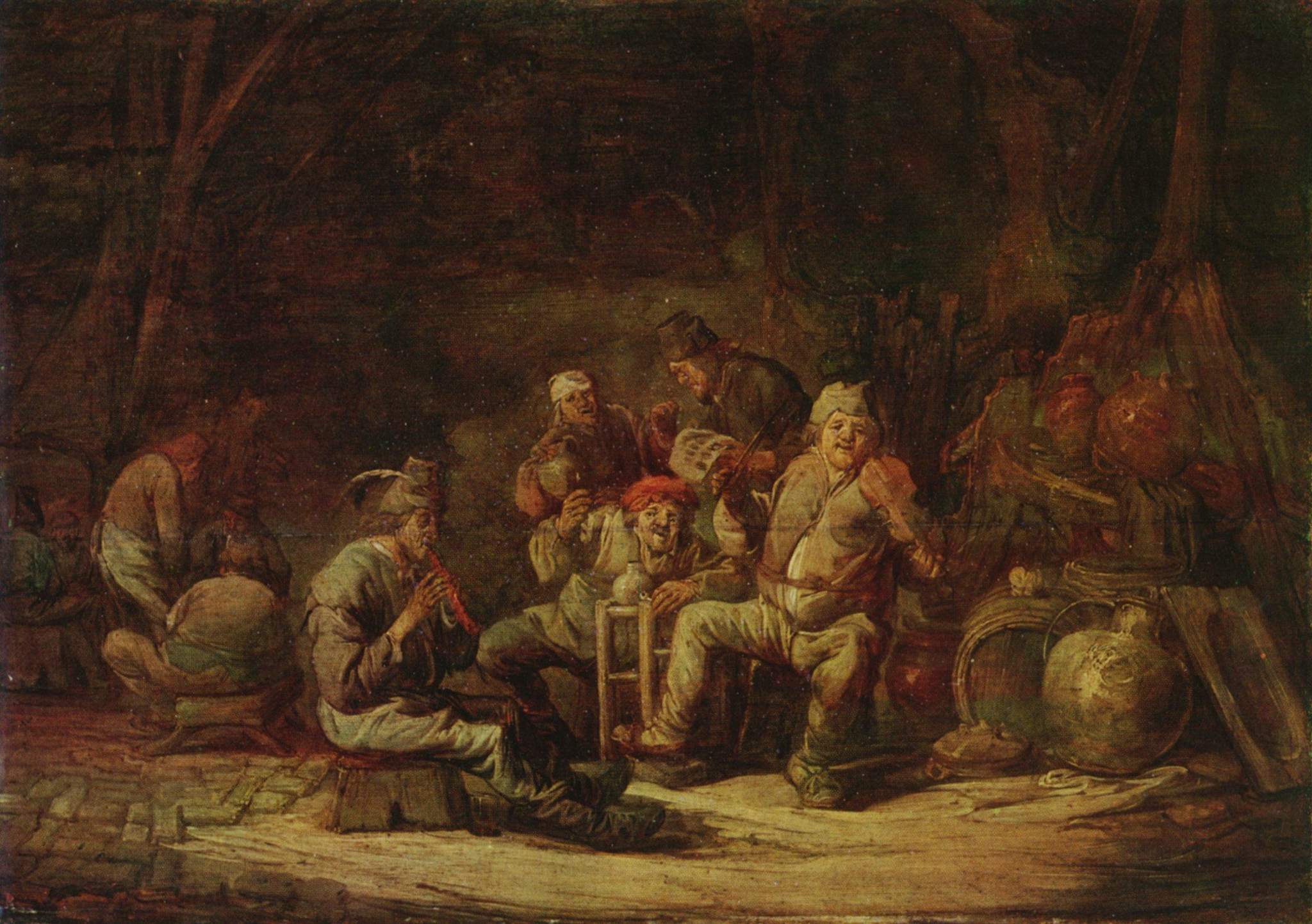
Bönder i Värdshus.

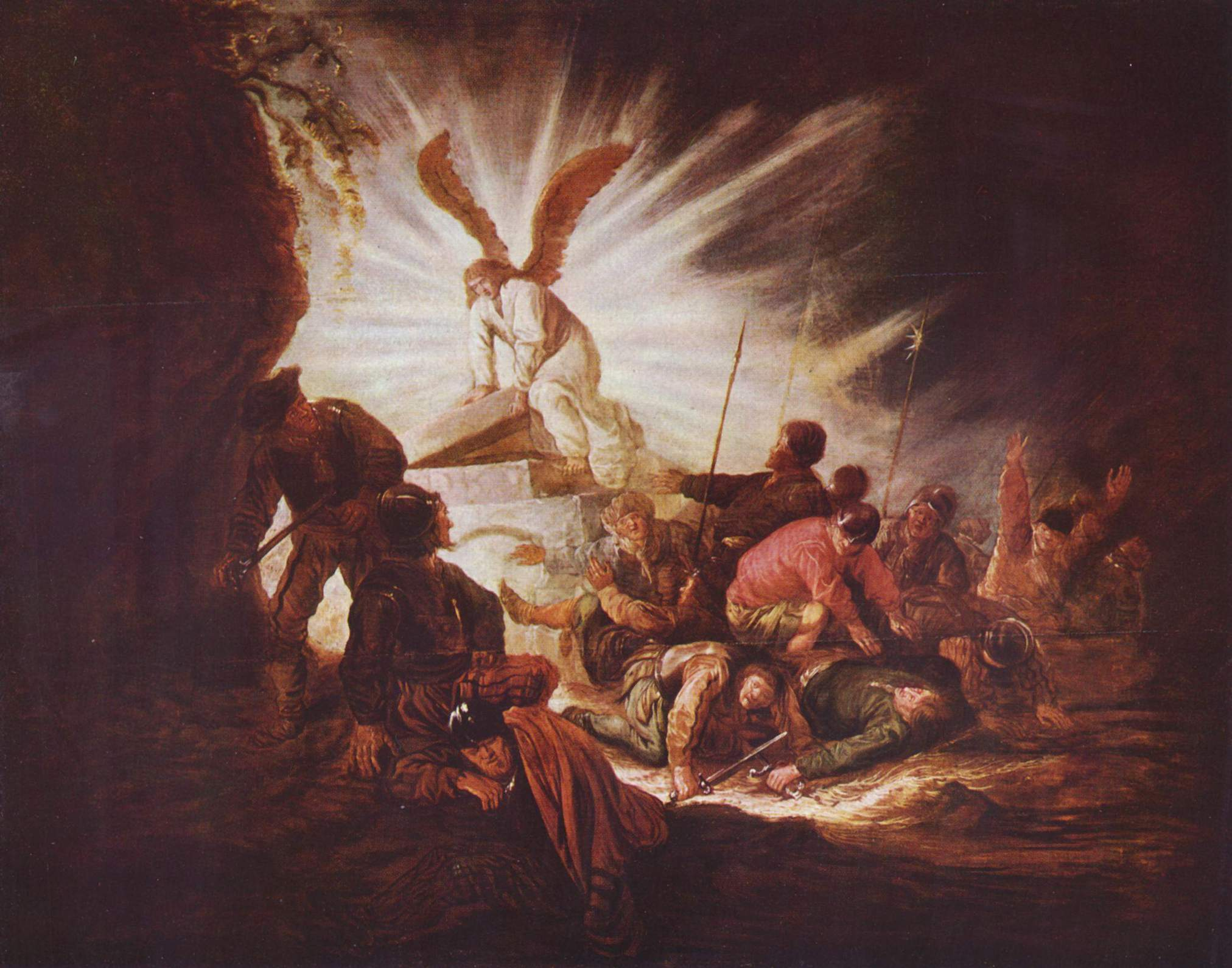
Ängeln vältrar stenen från graven, oljemålning omkring 1640 (denna målning från Budapest, inte den nedan omtalade).

Benjamin Gerritszoon Cuyp, född 1612, död 1652, var en nederländsk konstnär. Han var halvbror till Jacob Gerritszoon Cuyp.
Cuyp tog starkt intryck av Rembrandt, något som bland annat kan ses i hans målning på Nationalmuseum i Stockholm, Ängeln vältrar stenen från graven. Ett annat känt verk av Cuyp finns på Molteska galleriet i Köpenhamn.